# Serveur de messagerie électronique
Un serveur de messagerie électronique est un logiciel serveur de courrier électronique. Il a pour vocation de transférer les messages électroniques d'un serveur à un autre. Un utilisateur n'est jamais en contact direct avec ce serveur mais utilise soit un client de messagerie installé sur son terminal (ordinateur ou smartphone), soit une messagerie web, qui se charge de contacter le serveur pour envoyer ou recevoir les messages. On parle dans le premier cas de client lourd, dans le deuxième cas de client léger.

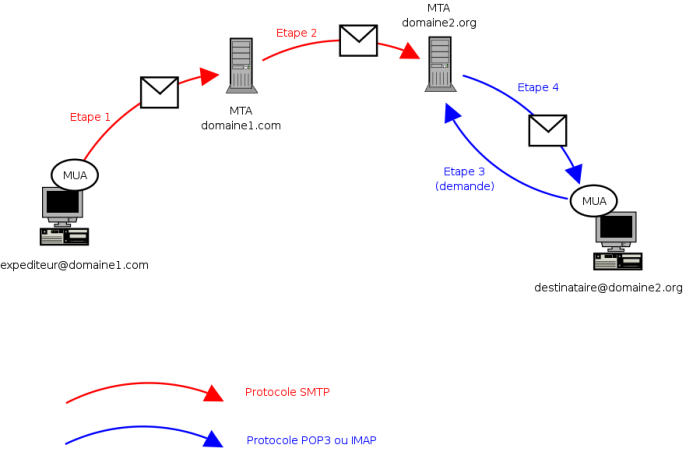
Les quatre étapes principales de l'acheminement d'un courrier électronique.

La plupart des serveurs de messagerie actuels disposent des fonctions d'envoi et de réception, mais elles sont indépendantes, et peuvent être dissociées physiquement.

## Envoi
L'envoi d'un courrier électronique de l'utilisateur au premier serveur de messagerie s'effectue généralement via le protocole SMTP. Ensuite ce serveur envoie le message au serveur du destinataire (serveur MX), cette fonction est appelée Mail Transfer Agent (MTA).
Pour combattre l'envoi de spam depuis des ordinateurs infectés par des virus, les fournisseurs d'accès à Internet (FAI) bloquent généralement les connexions sortantes vers le port 25 (port officiel du protocole SMTP) et il est alors demandé à l'internaute de n'utiliser que le serveur SMTP de son FAI. Mais pour assurer la mobilité du client de messagerie (Mail User Agent ou MUA), certains FAI permettent d'utiliser leurs serveurs SMTP depuis n'importe quel point d'accès moyennant une authentification SMTP et ce généralement sur une connexion SSL/TLS.

## Livraison
La livraison d'un courrier électronique se déroule elle aussi en deux temps. Le serveur reçoit le message du serveur de l'expéditeur, il doit donc gérer des problèmes comme un disque plein ou une corruption de la boîte aux lettres et signaler au serveur expéditeur toute erreur dans la livraison. Il communique avec ce dernier par l'intermédiaire des canaux d'entrée/sortie standard ou à l'aide d'un protocole spécialisé comme LMTP. Cette fonction de livraison est appelée Mail Delivery Agent (MDA). 
Finalement, lorsque le destinataire désire accéder à ses messages, il envoie une requête au serveur, qui en retour lui transmet ses messages, généralement via le protocole POP ou IMAP. La plupart des clients de messagerie peuvent être configurés de manière à interroger régulièrement le serveur de messagerie (par exemple toutes les 10 minutes), ce qui rend l'étape 3 de l'acheminement du courrier complètement transparente pour le destinataire.

## Fonctionnalités supplémentaires
Un serveur de messagerie électronique implémente généralement des fonctionnalités supplémentaires, telles l'élimination du spam et la désinfection des messages contenant un virus.

## Logiciels serveurs
Voici quelques exemples de serveurs de messagerie parmi les plus connus.

### Serveurs libres (SMTP uniquement)
- Exim
- OpenSMTPD
- Postfix
- qmail
- Sendmail

### Serveurs libres (POP/IMAP uniquement)
- Courier Mail Server (en)
- Cyrus
- Dovecot

### Serveurs libres (gestion complète SMTP + POP/IMAP)
- AlternC
- BlueMind
- OBM (Open Business Management)
- Posteo
- Yunohost
- Webmin
- Zimbra (Zimbra Collaboration Suite)

### Serveurs propriétaires (gestion complète SMTP + POP/IMAP)
- Alinto Mail Server Pro
- ContactOffice
- IBM Lotus Domino
- Kerio MailServer
- Mailfence
- Mail Server (Apple)
- Microsoft Exchange Server
- Novell GroupWise
- Oracle Communications Messaging Server
- Serveur IceWarp